# Madriu-Claror-Perafita
Madriu-Perafita-Claror je údolí, které se nachází v jihovýchodní části Andorry a má plochu 4 247 ha, což je přibližně 10 % plochy celé země. Údolím protéká řeka Madriu a její přítoky Claror a Perafita. Madriu je 11,5 km dlouhá a má průměrný spád 7,6 %. Údolí je ledovcového původu a je dokonalým příkladem glaciální geomorfologie. Jeho nadmořská výška se pohybuje od 1 055 do 2 905 m.
Pozoruhodné je vlastnictví pozemků. Pouze 42 ha (cca 1 %) půdy je v soukromém vlastnictví fyzických osob, 99 % pozemků je obecních. Území neprošlo žádnými politickými zvraty a stálo stranou zájmu mocných z Francie i Španělska, takže se dochoval model platný ve středověku.
Kulturní krajina údolí Madriu-Claror-Perafita v Pyrenejích není přírodní rezervací ve smyslu uchování neporušené panenské přírody. Člověk zde po staletí zanechával stopy své přítomnosti a účelem ochrany není činnosti člověka bránit, ale zachovat jeho činnost v souladu s přírodou.
V roce 2004 bylo údolí přidáno na Seznam světového dědictví UNESCO.
Hlavní dosavadní aktivity člověka v oblasti byly a jsou zemědělství, zpracování železa a využití vodních toků k výrobě elektrické energie. Struktura vegetace se v průběhu staletí změnila. Louky nahradily část zalesněných ploch, vznikly terasy pro pěstování zemědělských plodin a původní borovicové lesy nahradily často břízy. Lidé sem přicházejí za novými aktivitami jako je turistika, horolezectví, rybaření a lov.
Vodní elektrárna na řece Madriu dodává 11 % spotřeby elektrické energie země a přehrada zásobuje pitnou vodou 20 % obyvatel Andorry.